# فرانز إرنست
فرانز إرنست (بالدنماركية: Franz Ernst)‏ هو كاتب سيناريو ومخرج دنماركي، ولد في 30 يوليو 1938 في Assens, Denmark ‏ في الدنمارك.

## وصلات خارجية
- فرانز إرنست على موقع IMDb (الإنجليزية)
- فرانز إرنست على موقع أول موفي (الإنجليزية)
- فرانز إرنست على موقع قاعدة بيانات الأفلام السويدية (السويدية)
- فرانز إرنست على موقع قاعدة بيانات الفيلم (الإنجليزية)
- فرانز إرنست على موقع كينوبويسك (الروسية)